# Mika Heinonen
Mika Heinonen (* 18. September 1964) ist ein finnischer Badmintonspieler. 

## Karriere
Mika Heinonen nahm 1989 und 1991 an den Badminton-Weltmeisterschaften teil. In seiner Heimat gewann er von 1984 bis 1991 neun nationale Titel.

## Sportliche Erfolge
| Saison | Veranstaltung                   | Disziplin    | Platz | Name                              |
| ------ | ------------------------------- | ------------ | ----- | --------------------------------- |
| 1984   | Finnland: Einzelmeisterschaften | Mixed        | 1     | Mika Heinonen / Susanna Dahlberg  |
| 1986   | Finnland: Einzelmeisterschaften | Herrendoppel | 1     | Tony Tuominen / Mika Heinonen     |
| 1988   | Finnland: Einzelmeisterschaften | Mixed        | 1     | Mika Heinonen / Nina Sundberg     |
| 1988   | Finnland: Einzelmeisterschaften | Herrendoppel | 1     | Tony Tuominen / Mika Heinonen     |
| 1989   | Finnland: Einzelmeisterschaften | Mixed        | 1     | Mika Heinonen / Ulrika von Pfaler |
| 1989   | Finnland: Einzelmeisterschaften | Herrendoppel | 1     | Tony Tuominen / Mika Heinonen     |
| 1990   | Finnland: Einzelmeisterschaften | Mixed        | 1     | Mika Heinonen / Pia Pajunen       |
| 1991   | Weltmeisterschaft               | Herrendoppel | 17    | Mika Heinonen / Tony Tuominen     |
| 1991   | Finnland: Einzelmeisterschaften | Mixed        | 1     | Mika Heinonen / Ulrica von Pfaler |
| 1991   | Finnland: Einzelmeisterschaften | Herrendoppel | 1     | Tony Tuominen / Mika Heinonen     |